# قائمة أنواع المدارس في مصر

## القائمة
| الاسم العام للمدارس                                                                 | النوع/الإدارة | الجهة التابعة لها                                                               | نوع الشهادة                               | اسم الشهادة | المراحل التعليمية التي تقدمها                | سن الالتحاق/القبول (يحسب بداية من تاريخ ميلاد الطفل وحتى 1 أكتوبر من العام الدراسي الذي سيلتحق به) | الوصف |
| ----------------------------------------------------------------------------------- | ------------- | ------------------------------------------------------------------------------- | ----------------------------------------- | --- | -------------------------------------------- | -------------------------------------------------------------------------------------------------- | --- |
| المدارس التقليدية الحكومية                                                          |               |                                                                                 |                                           | |                                              | | |
| مدارس النيل المصرية (م.ن.م) (بالإنجليزية: Nile Egyptian Schools)‏                    | حكومية        | تتبع مؤسسة مصر للإدارة التعليمية التابعة لوزارة التربية والتعليم                | دولية (إنترناشونال)                       | شهادة النيل الثانوية الدولية (بالإنجليزية: CNISE - Certificate of Nile International Secondary Education)‏ | جميع المراحل                                 | اعتباراً من 4 سنوات وحتى 6 سنوات إلا يوم                                                            | هي مدارس حكومية دولية. تأسست عام 2010 ككيان مستقل لصندوق تطوير التعليم التابع لرئاسة مجلس الوزراء. وتقوم تلك المدارس بتدريس مناهج مصرية بمعايير دولية لمراحل التعليم المختلفة، وتتميز بشراكة دولية مع هيئة الامتحانات الدولية بجامعة كيمبردج التي تقدم الدعم الفني للمدارس. ويحصل الطالب على شهادة النيل الثانوية الدولية (بالإنجليزية: CNISE - Certificate of Nile International Secondary Education)‏ التي تمكنه من الالتحاق بالجامعات المصرية والدولية، وتعادل شهادتها شهادة «أي جي» الدولية المعتمدة في التعليم البريطاني. تقدم تلك المدارس خدماتها مقابل مصاريف تعتبر الأعلى بين المدارس الحكومية. |
| المدارس المصرية الدولية (بالإنجليزية: EIS - The Egyptian International School)‏      | حكومية        | وزارة التربية والتعليم                                                          | دولية (إنترناشونال)                       | شهادة البكالوريا الدولية (بالإنجليزية: IB - International Baccalaureate)‏ | جميع المراحل                                 | اعتباراً من 4 سنوات وحتى 6 سنوات إلا يوم                                                            | هي مدارس حكومية دولية، تمنح شهادة البكالوريا الدولية (بالإنجليزية: IB - International Baccalaureate)‏. أنشئت المدارس بهدف مواكبة تطورات التعليم العالمية بالاشتراك مع مؤسسة البكالوريا العالمية ومؤسسة جرين لاند التعليمية، يدرس طلاب تلك المدارس باللغة العربية في السنوات الابتدائية وباللغة الإنجليزية في برنامجي المرحلة المتوسط الإعدادية والبكالوريا الصفين الثاني والثالث الثانوي. |
| المدارس المصرية اليابانية (بالإنجليزية: Egyptian Japanese Schools)‏                  | حكومية        | وزارة التربية والتعليم                                                          | لغات (ناشونال)                            | | جميع المراحل                                 | اعتباراً من 4 سنوات وحتى 6 سنوات إلا يوم                                                            | هي مدارس حكومية تطبق نظام التوكاتسو الياباني من خلال اتفاقية الشراكة في التعليم (بالإنجليزية: EJEP - Egypt-Japan Education Partnership)‏ الموقعة بين البلدين في مارس 2016. بدأ التخطيط لتطبيق النظام خلال العام الدراسي 2016/2017 في 12 مدرسة موزعة على محافظات القاهرة الكبرى، وفي أبريل 2017 أعلن عن التخطيط لبدء تطبيق النظام في 45 مدرسة أخرى موزعة على محافظات الجمهورية. الدراسة باللغة الإنجليزية وفقاً للمناهج المصرية، ومصروفات المدرسة تعادل مصروفات المدارس اللغات الخاصة. |
| المدارس الرسمية (التجريبية سابقاً)                                                   | حكومية        | وزارة التربية والتعليم                                                          | لغات (ناشونال)                            | | جميع المراحل                                 | اعتباراً من 4 سنوات وحتى 6 سنوات إلا يوم                                                            | هي مدارس حكومية أنشئت طبقاً للقرار الوزاري رقم 94 لسنة 1985 تحت اسم "المدارس التجريبية الرسمية للغات"، وتغير اسمها حالياً إلى المدارس الرسمية طبقاً للقرار الوزاري رقم 285 لسنة 2014. تدرس بتلك المدارس جميع المواد بالانجليزية، ماعدا مواد محدودة تدرس باللغة العربية وتكون اللغة الفرنسية أو لغات أخرى كالألمانية أو الصينية هي اللغة الثانية بها طبقاً لاختيار الطالب. تبدأ الدراسة بتلك المدارس من مرحلة رياض الأطفال وسن الالتحاق بها هو سن أربع سنوات. وتنقسم إلى: رسمية للغات (التجريبية سابقاً): وهي مدارس أقل كثافة طلابياً من نظيرتها العامة حيث لا يزيد عدد الطلاب بها عن 36 طالب، ومصاريفها أعلى نسبياً من نظيرتها العامة. |
| المدارس الرسمية (التجريبية سابقاً)                                                   | حكومية        | وزارة التربية والتعليم                                                          | لغات (ناشونال)                            | رسمية متميزة للغات (المستقبل سابقاً): وهي مدارس أقل كثافة طلابياً من نظيرتها الرسمية للغات حيث لا يزيد عدد الطلاب بها عن 29 طالب، ومصاريفها تقريباً ضعف مصاريف نظيرتها الرسمية للغات. | جميع المراحل                                 | اعتباراً من 4 سنوات وحتى 6 سنوات إلا يوم                                                            | |
| المدارس الرسمية (التجريبية سابقاً)                                                   | حكومية        | وزارة التربية والتعليم                                                          | دولية (إنترناشونال)                       | آي جي - الشهادة الدولية العامة للتعليم الثانوي أو شهادة الثقافة العامة البريطانية (بالإنجليزية: IGCSE - International General Certificate of Secondary Education)‏. | جميع المراحل                                 | اعتباراً من 4 سنوات وحتى 6 سنوات إلا يوم                                                            | رسمية دولية (بالإنجليزية: IPS - International Public School)‏: هي مدارس رسمية تعمل بالنظام البريطاني وتمنح شهادة IG - آي جي - الشهادة الدولية العامة للتعليم الثانوي أو شهادة الثقافة العامة البريطانية (بالإنجليزية: IGCSE - International General Certificate of Secondary Education)‏. |
| مدارس الجمعيات التعاونية التعليمية ومن أمثلتها المدارس القومية                      | حكومية        | وزارة التربية والتعليم                                                          | عربي، لغات (ناشونال)، دولية (إنترناشونال) | | جميع المراحل                                 | اعتباراً من 4 سنوات وحتى 6 سنوات إلا يوم                                                            | - المدارس القومية: المدارس أو المعاهد القومية أغلبها كانت مدارس الجاليات الأجنبية القديمة، وأممت بعد العدوان الثلاثي. تعمل حالياً تلك المدارس تحت إشراف الجمعية العامة التعليمية للمعاهد القومية التي تتبع وزارة التربية والتعليم في إطار القانون رقم 1 لسنة 1990 ولائحته التنفيذية والقرار الوزاري رقم 306 لسنة 1993 بشأن التعليم الخاص. تعتبر تلك المدارس من نماذج التعليم مدفوع الأجر متوسط التكلفة وتجمع بين مميزات الرقابة الموجودة في المدارس الحكومية، وجودة التعليم بالمدارس الخاصة. وتنقسم إلى: مدارس عربية تقدم المناهج الحكومية العربية غير أنها تعطي اهتماماً أكبر بالاحتياجات الشخصية للطلاب والمباني والمرافق المدرسية. ومدارس لغات تقدم المناهج الحكومية بلغة أجنبية وبعض مدارسها تقدم مناهج دولية أجنبية. وبعض تلك المدارس يقدم فرع للتعليم الدولي طبقاً للنظام الأمريكي أو البريطاني. - مدارس مصر للغات: هي من مدارس الجمعيات التعاونية التعليمية الغير هادفة للربح، أسس المدرسة كل من عثمان أحمد عثمان وإسماعيل عثمان وماجدة موسى سنة 1985. تقدم المدرسة أقسام اللغات (التقليدية، والدولية "أمريكي، بريطاني، فرنسي"، بالإضافة إلى قسم لذوي الاحتياجات الخاصة). |
| مدارس بدر الدولية (بالإنجليزية: BIS - Badr International Schools)‏                   | حكومية        | القوات المسلحة المصرية                                                          | دولية (إنترناشونال)                       | | جميع المراحل                                 | | هي مدارس مدنية تابعة للقوات المسلحة المصرية أو تشرف عليها ويؤدي طلابها الامتحانات العامة تحت إشراف الإدارات التعليمية بوزارة التربية والتعليم وتقدم خدماتها للمدنيين سواء مصريين أو أجانب مقابل مصروفات سنوية للتعليم طبقاً للنظام الدولي الأمريكي أو البريطاني. |
| مدارس التحرير للقوات المسلحة                                                        | حكومية        | القوات المسلحة المصرية                                                          | عامة                                      | | الإعدادية الثانوية                           | | هي مدارس مدنية تابعة للقوات المسلحة المصرية أو تشرف عليها ويؤدي طلابها الامتحانات العامة تحت إشراف الإدارات التعليمية بوزارة التربية والتعليم ويلتحق بها الأفراد من داخل القوات المسلحة فقط وفقاً لرغبتهم من فئة (مجند، صانع عسكري، صف ضابط متطوع) بالمرحلتين الإعدادية والثانوية، تحت إشراف هيئة تدريب القوات المسلحة. |
| المدارس النموذجية                                                                   | حكومية        | وزارة التربية والتعليم                                                          | عربي                                      | | الابتدائية الإعدادية الثانوية                | اعتباراً من 6 سنوات                                                                                 | هي مدارس أنشئت طبقاً للقرار الوزاري رقم 64 لسنة 1985 بهدف تطبيق التجارب التعليمية الجديدة تمهيداً لتعميمها عندما يثبت نجاحها. |
| المدارس العامة                                                                      | حكومية        | وزارة التربية والتعليم                                                          | عربي                                      | | الابتدائية الإعدادية الثانوية                | اعتباراً من 6 سنوات                                                                                 | هي المدارس الأكثر انتشاراً وتدرس فيها جميع المواد باللغة العربية، وتكون اللغة الثانية بها هي اللغة الإنجليزية، ثم يتم تخيير الطالب بين تعلم اللغة الفرنسية أو الألمانية أو الإسبانية أو الإيطالية في المرحلة الثانوية، وسن الالتحاق بها يكون عند سن السادسة مقابل مصاريف رمزية. |
| المدارس المجتمعية                                                                   | حكومية        | وزارة التربية والتعليم                                                          | عربي                                      | |                                              | | هي مدارس حكومية تابعة لنظام التعليم العام أنشئت في التسعينات للأطفال الذين لم يلتحقوا بالتعليم الأساسي (8 سنوات كحد أقصى لبداية المرحلة الابتدائية) أو الذين تسربوا منه. تأسست تلك المدارس بمساعدة منظمة "يونيسف" وزارة التربية والتعليم والمجتمع المحلي ويتم افتتاحها في الغالب في المناطق محدودة السكان المحرومة من المدارس وتتميز بنظام تعليم مرن يسمح بتدريس أكثر من مستوى في نفس الفصل.:17 |
| مدارس الفصل الواحد                                                                  | حكومية        | وزارة التربية والتعليم                                                          | عربي                                      | |                                              | | هي مدارس حكومية تابعة لنظام التعليم العام أنشئت في 2004 بالإشتراك مع منظمة اليونسكو وبالتعاون المشترك مع برنامج الغذاء العالمي ومنظمات المجتمع المدني بهدف علاج مشكلة تسرب الأطفال من التعليم في المناطق الأكثر فقراً بسبب عمالة الأطفال أو بسبب الظروف الصعبة. وفي عام 2007 انضمت تلك المدارس إلى منظومة التعليم العام. |
| مدارس التربية الخاصة                                                                | حكومية        | وزارة التربية والتعليم                                                          | عربي                                      | | جميع المراحل                                 | | هي مدارس خاصة بالأطفال الذين يعانون من حالات عقلية أو صحية خاصة. ويسري بشأن تلك المدارس مواد القرار الوزاري رقم 37 لسنة 1990 المعدل بالقرار الوزاري رقم 561 لسنة 2014 بشأن مدارس وفصول التربية الخاصة. ويأتي على رأس تلك المدارس: مدارس النور للمكفوفين وضعاف البصر، مدارس الأمل للصم وضعاف السمع، مدارس المشافي لمرضى شلل الأطفال، مدارس التربية الفكرية للأطفال ذوي الإعاقات العقلية. |
| مدارس المتفوقين في العلوم والتكنولوجيا (بالإنجليزية: STEM - Science and Technology)‏ | حكومية        | وزارة التربية والتعليم                                                          |                                           | | الثانوية                                     | | يلتحق بها التلاميذ المتفوقين أكاديمياً في بداية المرحلة الثانوية بعد النجاح في الاختبارات المقررة والحصول على مجموع أعلى من 90% في نهاية المرحلة الإعدادية يحدد سنوياً، وتوفر إقامة كاملة للطلاب. تعمل تلك المدارس بنظام STEM وهو نظام معمول به في عدة دول، حيث تراعي مناهجها تغطية الموضوعات التي تدرس في مدارس الثانوية العامة مع مراعاة طرق التدريس الحديثة بنظام مجموعات العمل مع مراعاة كثافة الفصول المنخفضة "24 تلميذ"، ويحصل خريجيها على شهادة العلوم والتكنولوجيا للمتفوقين. تتولى هيئة المعونة الأمريكية أو الوكالة الأمريكية للتنمية الدولية (بالإنجليزية: US AID)‏ الإشراف على المدارس من الناحية الأكاديمية والتجهيزية. |
| مدارس الموهوبين رياضياً                                                              | حكومية        | وزارة التربية والتعليم                                                          |                                           | | الإعدادية الثانوية                           | | يلتحق بها الطلبة المتميزون رياضياً اعتباراً من بداية المرحلة الإعدادية عقب اجتيازهم لاختبارات القبول، وتقدم المصاريف المالية الخاصة بالطالب والمدرسة كمنحة من المجلس القومي للرياضة، فيما تتحمل وزارة التربية والتعليم مصاريف الكوادر الإدارية والتعليمية. ومن الألعاب التي تنفذ بتلك المدارس: (كرة القدم، الملاكمة، المصارعة، التايكوندو، ألعاب القوى، الجودو، رفع الأثقال). |
| المدارس التقليدية الخاصة                                                            |               |                                                                                 |                                           | |                                              | | |
| المدارس الخاصة عربي ولغات                                                           | خاصة          |                                                                                 | عربي، لغات (ناشونال)                      | | جميع المراحل                                 | اعتباراً من 4 سنوات (ويسمح لها بتخفيض هذا السن إلى 3 سنوات ونصف) وحتى 6 سنوات إلا يوم               | تقدم مناهج مشابهة للمناهج القومية العربية أو مناهج اللغات المقررة في المدارس الرسمية ويجوز لها إضافة بعض المناهج الخاصة مع خدمة تعليمية أفضل سواء بالنسبة للتدريس أو الكثافة الطلابية مقابل مصاريف سنوية.:مادة43 ويسري بشأن مصروفات تلك المدارس القرار الوزاري رقم 299 لسنة 2016. |
| المدارس الخاصة المجانية المعانة                                                     | خاصة          |                                                                                 | عربي، لغات (ناشونال)                      | | جميع المراحل                                 | | تطبق عليها القرارات الصادرة بشأن المدارس الرسمية ولا تقبل مقابل من التلاميذ سوى مقابل الخدمات الإضافية المقررة على المدارس الرسمية، وتتولى وزارة التربية والتعليم الإشراف على شئونها الفنية والمالية والإدارية وتعيين المدرسين وتحمل تكاليف الأجور والترميم والصيانة والأثاث والتجهيزات والكتب والمصاريف الخدمية في ما عدا إيجار مبنى المدرسة الذي يتحمله صحاب المدرسة في مقابل الإعانة التي تصرف له من الوزارة مقابل هذا الإيجار وكتعويض مقابل تطبيق نظام المجانية.:مادة65-68 |
| مدارس البكالوريا الدولية (بالإنجليزية: IB - International Baccalaureate)‏            |               |                                                                                 |                                           | |                                              | | هي مدارس خاصة تمنح شهادة البكالوريا الدولية (بالإنجليزية: IB - International Baccalaureate)‏ بالاشتراك مع مؤسسة البكالوريا العالمية. |
| المدارس البريطانية اختصاراً IG                                                       | خاصة          |                                                                                 | دولية (إنترناشونال)                       | آي جي - الشهادة الدولية العامة للتعليم الثانوي أو شهادة الثقافة العامة البريطانية (بالإنجليزية: IGCSE - International General Certificate of Secondary Education)‏ | جميع المراحل                                 | | تعتمد على نظام أي جي - الشهادة الدولية العامة للتعليم الثانوي أو شهادة الثقافة العامة البريطانية (بالإنجليزية: IGCSE - International General Certificate of Secondary Education)‏ الذي دخل مصر عام 1994 من قبل المركز الثقافي البريطاني. |
| المدارس الأمريكية                                                                   | خاصة          |                                                                                 | دولية (إنترناشونال)                       | الدبلومة الأمريكية (بالإنجليزية: American Diploma)‏ | جميع المراحل                                 | | مدارس الدبلومة الأمريكية (بالإنجليزية: American Diploma)‏ هي المعتمدة من قبل سيتا - هيئة الاعتماد الدولي وعبر الأقاليم (بالإنجليزية: CITA - Commission on International and Trans-Regional Accreditation)‏. يخضع طلاب هذه المدارس لامتحان الإست (بالإنجليزية: EST - The Egyptian Scholastic Test)‏ الذي يؤهل للالتحاق بالجامعات داخل مصر، أو امتحان الآكت (بالإنجليزية: ACT - American College Testing Test)‏ الذي يؤهل للالتحاق بالجامعات داخل وخارج مصر، وسابقاً كان يخضع طلاب هذه المدارس لامتحان السات "اختبار الكفاءة المدرسية أو اختبار التقييم المدرسي" (بالإنجليزية: SAT - Scholastic Aptitude Test or Scholastic Assessment Test)‏. ويقيم الطالب طبقاً لنظام درجات حساب المتوسط التراكمي (بالإنجليزية: GPA - Grade Point Average)‏ الذي يستخدم الرموز (A, B, C, D, F) للتقييم طبقاً للنقاط المرصودة لكل رمز. وتُعتمد امتحانات طلاب تلك المدارس عبر مجلس الكليات الأمريكي (بالإنجليزية: College Board)‏.:13 |
| المدارس الفرنسية                                                                    | خاصة          |                                                                                 | دولية (إنترناشونال)                       | الشهادة الثانوية العامة الفرنسية (البكالوريا الفرنسية) (بالإنجليزية: French Baccalaureate)‏ | جميع المراحل                                 | | تمنح الشهادة الثانوية العامة الفرنسية (البكالوريا الفرنسية) (بالإنجليزية: French Baccalaureate)‏ هي المدارس المعتمدة من وكالة التعليم الفرنسي في الخارج (بالإنجليزية: AEFE - Agence pour l'enseignement français à l'étranger)‏. |
| المدارس الكندية                                                                     | خاصة          |                                                                                 | دولية (إنترناشونال)                       | دبلوم المدارس الثانوية بمقاطعة أونتاريو (بالإنجليزية: Ontario Secondary School Diploma)‏ شهادة التخرج بمقاطعة كولومبيا البريطانية (بالإنجليزية: British Columbia Certificate of Graduation)‏ دبلوم المدارس الثانوية بمقاطعة نوفا سكوتيا (بالإنجليزية: Nova Scotia High School Diploma)‏ دبلوم المدارس الثانوية بمقاطعة مانيتوبا (بالإنجليزية: Manitoba High School Diploma)‏ | جميع المراحل                                 | | [ 46 ] |
| المدارس الألمانية                                                                   | خاصة          |                                                                                 | دولية (إنترناشونال)                       | تمنح الثانوية الألمانية (البكالوريا) "شهادة الأبيتور الألمانية" (بالألمانية: Abitur oder Zeugnis der Allgemeine Hochschulreife) أو (بالإنجليزية: The German Secondary School Certificate)‏ | جميع المراحل                                 | | [ 51 ] [ 54 ] |
| المدارس الإيطالية                                                                   | خاصة          |                                                                                 | دولية (إنترناشونال)                       | | جميع المراحل                                 | | تمنح شهادة الثانوية التي تمنحها المدارس الإيطالية. |
| مدارس السفارات والقنصليات                                                           | خاصة          |                                                                                 | دولية (إنترناشونال)                       | | جميع المراحل                                 | | هي مدارس تنشئها هيئات أجنبية ويقتصر التعليم فيها على غير المصريين من أبناء العاملين بالسلك الدبلوماسي والقنصلي الأجنبي وغيرهم من الأجانب، ولا يسري عليها أحكام القرارات الوزارية بشأن المدارس الخاصة،:مادة1 ومنها المدرسة الروسية، المدرسة اليابانية، المدرسة الكورية. |
| المدارس العسكرية                                                                    |               |                                                                                 |                                           | |                                              | | |
| المدارس الفنية الأساسية العسكرية                                                    | حكومية        | إدارة التعليم والتدريب المهني للقوات المسلحة المصرية                            | عربي                                      | | الإعدادية                                    | | تقبل المدارس الحاصلين على شهادة إتمام الدراسة الابتدائية طبقاً لشروط وزارة الدفاع. مدة الدراسة بالمدرسة 3 سنوات بنظام الدراسة الداخلية "المبيت" يدرس خلالها الطالب مناهج المرحلة الإعدادية العامة بالإضافة إلى المواد الفنية، ويحصل في نهايتها على شهادة إتمام الدراسة الفنية الأساسية العسكرية معتمدة من إدارة التعليم والتدريب المهني للقوات المسلحة، بجانب حصوله على شهادة الإعدادية العامة ويعين الخريج بدرجة صانع عسكري بالقوات المسلحة ثم يرقى للدرجات الأخرى حتى درجة ملاحظ فني عسكري ويمكن للخريجين استكمال الدراسة الثانوية بمدارس التحرير للقوات المسلحة أو بنظام الانتساب بالمدارس الثانوية العامة. للمدارس مقرين الأول "بحوش عيسى" (تغطي محافظات البحيرة والإسكندرية والوجه البحري بشكل عام)، والثاني "الجوية" بحلوان (تغطي القاهرة والجيزة). |
| المدرسة الثانوية الجوية                                                             | حكومية        |                                                                                 | عربي                                      | | الثانوية                                     | | تقبل الحاصلين على الشهادة الإعدادية للالتحاق بقسميها الداخلي والخارجي طبقاً لشروط وزارة الدفاع. يتم تدريب طلاب المدرسة من الصف الثاني الثانوي على جهاز محاكي الطائرات أما طلبة الصف الثالث الثانوي فيطيرون فعلاً على طائرات تدريب خفيفة وذلك لتأهيلهم للالتحاق بالكلية الجوية. |
| المدارس الثانوية العسكرية للتمريض                                                   | حكومية        | إدارة الخدمات الطبية للقوات المسلحة المصرية                                     | عربي                                      | | الثانوية                                     | | تقبل الحاصلين على شهادة الإعدادية العامة أو الأزهرية. مدة الدراسة بالمدارس 3 سنوات دراسية، يحصل في نهايتها الطالب على الثانوية العسكرية للتمريض يليها عامان كاملان للتدريب التمريضي العملي والسريري الإجباري كجزء متتم ومكمل للدراسة. تتبع المدارس إدارة الخدمات الطبية للقوات المسلحة. وهي قسمين الأول للذكور بكوبري القبة، والثاني للإناث (المعادي، المركز الطبي العالمي، الإسكندرية، سوهاج). |
| المدارس العسكرية الرياضية                                                           | حكومية        | جهاز الرياضة للقوات المسلحة المصرية                                             | عربي                                      | | الابتدائية من الصف الخامس الإعدادية الثانوية | | تقع بمحافظات (القاهرة، الإسكندرية، السويس، الإسماعيلية، المنيا، أسيوط). تقبل المدارس الطلبة الموهوبين رياضياً من البنين فقط من المرحلة الابتدائية من الصف الخامس بنظام اليوم الكامل، والمبيت بمنزل ولي الأمر، أما بالنسبة لطلبة المرحلة الإعدادية والثانوية يتم المبيت بالمدرسة والأجازات بنظام الراحات الأسبوعية. |
| المدارس الفنية                                                                      |               |                                                                                 |                                           | |                                              | | |
| المدارس الثانوية الفنية للتعليم الصناعي                                             | حكومية        | وزارة التربية والتعليم                                                          | عربي                                      | شهادة دبلوم المدارس الثانوية الفنية | الثانوية الفنية نظام 3 سنوات                 | | تعمل طبقاً لـ (نظام قديم) أو (نظام مطور). |
| مدارس التعليم والتدريب المزدوج "مبارك كول سابقاً"                                    | حكومية        | المؤسسة الألمانية للتعاون الفني وزارة التعليم الاتحاد النوعي لجمعيات المستثمرين | عربي                                      | شهادة دبلوم المدارس الثانوية الفنية للتعليم والتدريب المزدوج | الثانوية الفنية نظام 3 سنوات                 | | هي مدارس بدأت نشاطها في أبريل 2004 بالشراكة بين المؤسسة الألمانية للتعاون الفني ووزارة التعليم والاتحاد النوعي لجمعيات المستثمرين الممثل للقطاع الخاص. يقوم هذا النظام على تعليم المواد النظرية الثقافية والمواد الفنية داخل المدرسة والتدريب كتطبيق عملي داخل منشأة القطاع الخاص "المنشأة التدريبية". مدة الدراسة بتلك المدارس 3 سنوات يمنح الطالب الناجح في نهايتها شهادة دبلوم المدارس الثانوية الفنية للتعليم والتدريب المزدوج - نظام 3 سنوات - بالإضافة إلى شهادة محلية من الجهة المشرفة على التدريب العملي. |
| مراكز التدريب المهني                                                                | حكومية        | مصلحة الكفاية الإنتاجية والتدريب المهني                                         | عربي                                      | شهادة دبلوم التلمذة الصناعية | الثانوية الفنية نظام 3 سنوات                 | | هي مراكز تشرف عليها فنياً مصلحة الكفاية الإنتاجية والتدريب المهني التابعة لوزارة الصناعة والتجارة. وتشمل أقسام ومراكز المصلحة، ومراكز الشركات، ومحطات التدريب. مدة الدراسة بالمراكز 3 سنوات يمنح الطالب الناجح في نهايتها شهادة دبلوم التلمذة الصناعية المعادل لدبلوم المدارس الثانوية الصناعية، بالإضافة إلى حصوله على المؤهل المهني الثاني لوحدات الجدارة المهنية المصرية. |
| مدارس الثانوية الفنية للصم وضعاف السمع                                              | حكومية        |                                                                                 | عربي                                      | شهادة دبلوم الصم وضعاف السمع | الثانوية الفنية نظام 3 سنوات                 | | [ 64 ] [ 72 ] |
| برنامج إدارة وتشـغيل المطاعم "التعليم التبادلي"                                     | حكومية        |                                                                                 | عربي                                      | شهادة دبلوم المهارات الفنية في المطاعم "دبلوم التعليم التبادلي" | الثانوية الفنية نظام 3 سنوات                 | | هو نظام دراسي قائم على اتفاقية تعاون بين وزارة التعليم العالي وتمثلها كلية السياحة والفنادق بجامعة حلوان وإحدى مؤسسات القطاع الخاص العاملة في مجال التصنيع الغذائي وإدارة المطاعم. يعتمد هذا النظام على التعليم الذاتي للمقررات الدراسية بجانب الوسائل التعليمية المختلفة والتدريب الميداني بنظام الساعات المعتمدة. توزع الساعات المعتمدة على أربع مستويات دراسية (أول وثاني وثالث ورابع) كل مستوى منها عبارة عن فصلين دراسيين بإجمالي 8 فصول دراسية. بعد اجتياز الطالب المستوى الأول والثاني بنجاح يمنح شهادة دبلوم المهارات الفنية في المطاعم "دبلوم التعليم التبادلي"، وبعد اجتيازه المستوى الثالث والرابع يمنح بكالوريوس إدارة وتشغيل المطاعم. |
| المدارس الفنية النوعية                                                              | حكومية        |                                                                                 | عربي                                      | - شهادة دبلوم المدارس الثانوية الصناعية (نوعي) - لمياه الشرب والصرف الصحي - شهادة دبلوم المدارس الثانوية الزراعية للتعليم والتدريب المزدوج (نوعي) - لتكنولوجيا تربية وإنتاج الأسماك - شهادة دبلوم المدارس الثانوية الصناعية للتعليم والتدريب المزدوج (الإنتاج الحربي) - شهادة دبلوم المدارس الثانوية الصناعية (نوعي) - لترميم الآثار                                     | الثانوية الفنية نظام 3 سنوات                 | | هي مدارس تخضع لإشراف مزدوج من وزارة التربية والتعليم والجهة العملية التي تشرف على الجانب الفني وتعمل بنظام الثلاث سنوات ومن أمثلتها: المدرسة الثانوية الصناعية للنقل التي أنشئت بموجب اتفاقية تعاون بين وزارة النقل ووزارة التربية والتعليم. المدرسة الثانوية الفنية لمياه الشرب والصرف الصحي التي أنشئت بموجب اتفاقية تعاون بين الشركة القابضة لمياه الشرب والصرف الصحي ووزارة التربية والتعليم، وتمنح شهادة دبلوم المدارس الثانوية الصناعية (نوعي) - لمياه الشرب والصرف الصحي. والمدرسة الثانوية الفنية لصيد وتربية الأسماك التي أنشئت بموجب اتفاقية تعاون بين محافظة أسوان ووزارة التربية والتعليم، وتمنح شهادة دبلوم المدارس الثانوية الزراعية للتعليم والتدريب المزدوج (نوعي) - لتكنولوجيا تربية وإنتاج الأسماك. والمدرسة الثانوية الفنية للتعليم المزدوج بعين حلوان التي أنشئت بموجب اتفاقية التعاون الموقعة في 8 نوفمبر 2002 بين وزارة الإنتاج الحربي، ووزارة التربية والتعليم. وتمنح شهادة دبلوم المدارس الثانوية الصناعية للتعليم والتدريب المزدوج (الإنتاج الحربي). والمدرسة الثانوية الصناعية لترميم الآثار بمدينة نصر وتمنح شهادة دبلوم المدارس الثانوية الصناعية (نوعي) - لترميم الآثار. المدارس الثانوية للبريد التي أنشئت طبقاً لقرار رئيس الجمهورية رقم 1620 لسنة 1961 لتخريج موظفي هيئة البريد ويمكن لخريجيها الدراسة بكلية التجارة "شعبة بريد". |
| المدارس المهنية أو مدارس الإعداد المهني                                             | حكومية        |                                                                                 | عربي                                      | شهادة دبلوم المدارس الثانوية الصناعية/الزراعية/الفندقية (إعداد مهني) | الثانوية الفنية نظام 3 سنوات                 | | [ 65 ] |
| مركز إعداد العمال والفنيين المتخصصين "شركة ترسانة الإسكندرية"                       | حكومية        |                                                                                 | عربي                                      | شهادة دبلوم الثانوي الصناعي | الثانوية الفنية نظام 3 سنوات                 | | و مركز لإعداد الفنيين في 14 مهنة متعلقة ببناء وإصلاح السفن منها ميكانيكا عامه / نجارة / أعمال صاج خفيف وثقيل / مواسير / تركيبات ميكانيكية / كهرباء / ديزل / نقش وزخرفة. يتبع المركز شركة ترسانة الإسكندرية ومدة الدراسة به ثلاث سنوات يمنح في نهايتها الطلاب في حال إتمامها بنجاح شهادة دبلوم الثانوي الصناعي. |
| معهد السالزيان دون بوسكو بروض الفرج "الإيطالي"                                      |               |                                                                                 |                                           | شهادة دبلوم الثانوي الصناعي | الثانوية الفنية نظام 3 سنوات ونظام 5 سنوات   | | هو معهد فني صناعي يخضع لإشراف إيطالي به نظامان للدراسة 3 و5 سنوات تم تأسيسه بناءً على بروتوكول تعاون بين الحكومة المصرية والإيطالية وشهاداته "شهادة دبلوم الثانوي الصناعي" معادلة للشهادة الممنوحة من المدارس الحكومية الإيطالية والمدارس الفنية المصرية ويتم توثيق اجتياز امتحانات المعهد عن طريق دبلوم معتمد من وزارة الخارجية الإيطالية وبذلك يتم السماح للطلاب بالالتحاق سواء بالجامعات المصرية أو بجامعات الاتحاد الأوروبي. تدرس المناهج المقررة بالمعهد باللغة الإيطالية فيما عدا ثلاثة مواد تدرس باللغة العربية هي (العربية، الدين، الدراسات الاجتماعية) طبقاً للمناهج المصرية. يقدم المعهد برنامج جامعي للتعليم عن بعد بالتعاون مع جامعة أونو نيتتونو الإيطالية يحصل الطالب في نهايته على شهادة تخرج معترف بها على المستوى الأوروبي ويناقش مشروع التخرج في إيطاليا. |
| المدارس الثانوية نظام 5 سنوات أو المدارس الفنية المتقدمة                            |               |                                                                                 |                                           | دبلوم الدراسة الفنية المتقدمة نظام السنوات الخمس |                                              | | مدة الدراسة فيها 5 سنوات ويمنح الناجحون في نهايتها دبلوم الدراسة الفنية المتقدمة نظام السنوات الخمس ويحدد فيه التخصص.:مادة38-42 ومنها الفني والنوعي. |
| المدارس الدينية                                                                     |               |                                                                                 |                                           | |                                              | | |
| المعاهد الأزهرية                                                                    | حكومية        | الأزهر الشريف                                                                   | عربي                                      | | جميع المراحل                                 | | المعاهد الأزهرية هي المعاهد التابعة للأزهر الشريف وتبدأ مراحلها التعليمية من رياض الأطفال مروراً بالابتدائية والإعدادية وحتى الثانوية. وتقبل الطلاب المسلمين فقط فتيان وفتيات دون اختلاط، وتمثل البوابة الوحيدة للالتحاق بجامعة الأزهر. تنقسم المعاهد الأزهرية إلى: - معاهد عادية: تدرس فيها مناهج وزارة التربية والتعليم باللغة العربية بجانب علوم الدين الإسلامي. |
| المعاهد الأزهرية                                                                    | حكومية        | الأزهر الشريف                                                                   | عربي ولغات                                | | جميع المراحل                                 | | معاهد نموذجية: تدرس فيها بعض مناهج وزارة التربية والتعليم باللغة الإنجليزية وبقيتها بالعربية بجانب علوم الدين الإسلامي. |
| المعاهد الأزهرية                                                                    | خاصة          | الأزهر الشريف                                                                   | لغات                                      | | جميع المراحل                                 | | معاهد نموذجية خاصة: تدرس فيها كل مناهج وزارة التربية والتعليم باللغة الإنجليزية بجانب علوم الدين الإسلامي. |
| المعاهد الأزهرية                                                                    | حكومية        | الأزهر الشريف                                                                   | عربي                                      | |                                              | | معاهد القراءات: تبدأ الدراسة فيها من عمر 9 سنوات ودون حد أقصى للسن ولمدة ثمانية سنوات على ثلاث مراحل هي (التجويد "سنتان"، عالية القراءات "ثلاث سنوات"، التخصص "ثلاث سنوات"). ويمكن للطالب استكمال الدراسة في كلية علوم القرآن "أربع سنوات" يحصل بعد نهايتها على البكالوريوس. |
| المدارس الإسلامية الخاصة                                                            | خاصة          |                                                                                 | عربي، لغات (ناشونال) دولية (إنترناشونال)  | | جميع المراحل                                 | | هي مدارس غير حكومية ولا تخضع لرقابة الأزهر الشريف في حين أنها تقدم مناهج تعليمية تتضمن بعض العلوم والتعاليم الإسلامية، وتتنوع ما بين النظام الخاص بقسميه العربي واللغات والدولي بقسميه الأمريكي والبريطاني. |
| المدارس المسيحية "مدارس الراهبات أو الرهبان"                                        |               |                                                                                 |                                           | |                                              | | هي مدارس أقامها ويشرف عليها رهبان مسيحيين ولكنها تقبل الطلاب المسيحيون والمسلمون على حد سواء ولا تتطرق في مناهجها إلي النواحي الدينية ولا يوجد بها أي نوع من التفرقة بين التلاميذ وفقا للديانة فيما عدى فصل الطلاب في حصة الدين حيث يتلقى الطلاب المسيحيون دروسهم في الكنيسة والطلاب المسلمون في الفصل الدراسي. كما يوجد في كل مدرسة مكان بمثابة مسجد مخصص لأداء الطلاب المسلمين الصلوات. |

### أنظمة ومصطلحات مدرسية
- مدارس الفترة الواحدة الصباحية: هي المدارس التي تعمل بنظام فترة واحدة تبدأ من الساعة السابعة والنصف صباحاً إلى الظهر.[96]
- مدارس الفترتين الصباحية والمسائية: هي مدارس تعمل بنظام فترتين، تبدأ الفترة الأولى «الصباحية» من الساعة السابعة والنصف صباحاً إلى الظهر وتبدأ الفترة الثانية «المسائية» من الظهر حتى الساعة الخامسة مساءً تقريباً.[96]
- مدارس اليوم الكامل: هي مدارس يكون يومها الدراسي أطول بساعة أو اثنين من مدارس الفترة الواحدة.[96][97]
- المدارس الداخلية: هي مدارس تعمل بنظام المبيت حيث توفر للطلبة وسائل إقامة وإعاشة كاملة.
- المدارس الثانوية العسكرية: هي مدارس تدرس بها نفس المناهج الثانوية العامة ولكن يدرس طلابها مادة إضافية هي التربية العسكرية بإشراف من القوات المسلحة المصرية.[98]
- المدارس المتكاملة: هي مدارس تقدم الأنشطة بالتوازي مع العمل الأكاديمي بحيث لا يطغى جانب على الآخر، مع الاهتمام بالجوانب الأخلاقية والتربوية والدينية، والمساعدة في بناء شخصية الطفل.
- المدارس الذكية: هي مدارس تستخدم تكنولوجيا المعلومات كوسيلة للتعلم واكتساب المهارات باستخدام الحاسب الآلي والمعمل والمكتبة.[99]
- المدارس المنتجة: هي مدارس تعمل على تدريب الطلاب وإكسابهم مهارات مختلفة تمكنهم من القيام ببعض المشروعات الصغيرة، ويتم توزيع دخل تلك المنتجات على الطلاب والمدرسين والمديريات.[100]
- فصول الخدمات الإدارية: هي فصول ثانوية عامة ولكنها فترة مسائية فقط وبمصروفات منخفضة، والتي تقبل طلاب المرحلة الإعدادية الحاصلين على مجموع أقل من المحدد للالتحاق بفصول الثانوية العامة الطبيعية.[101]